# Earl F. Hilliard

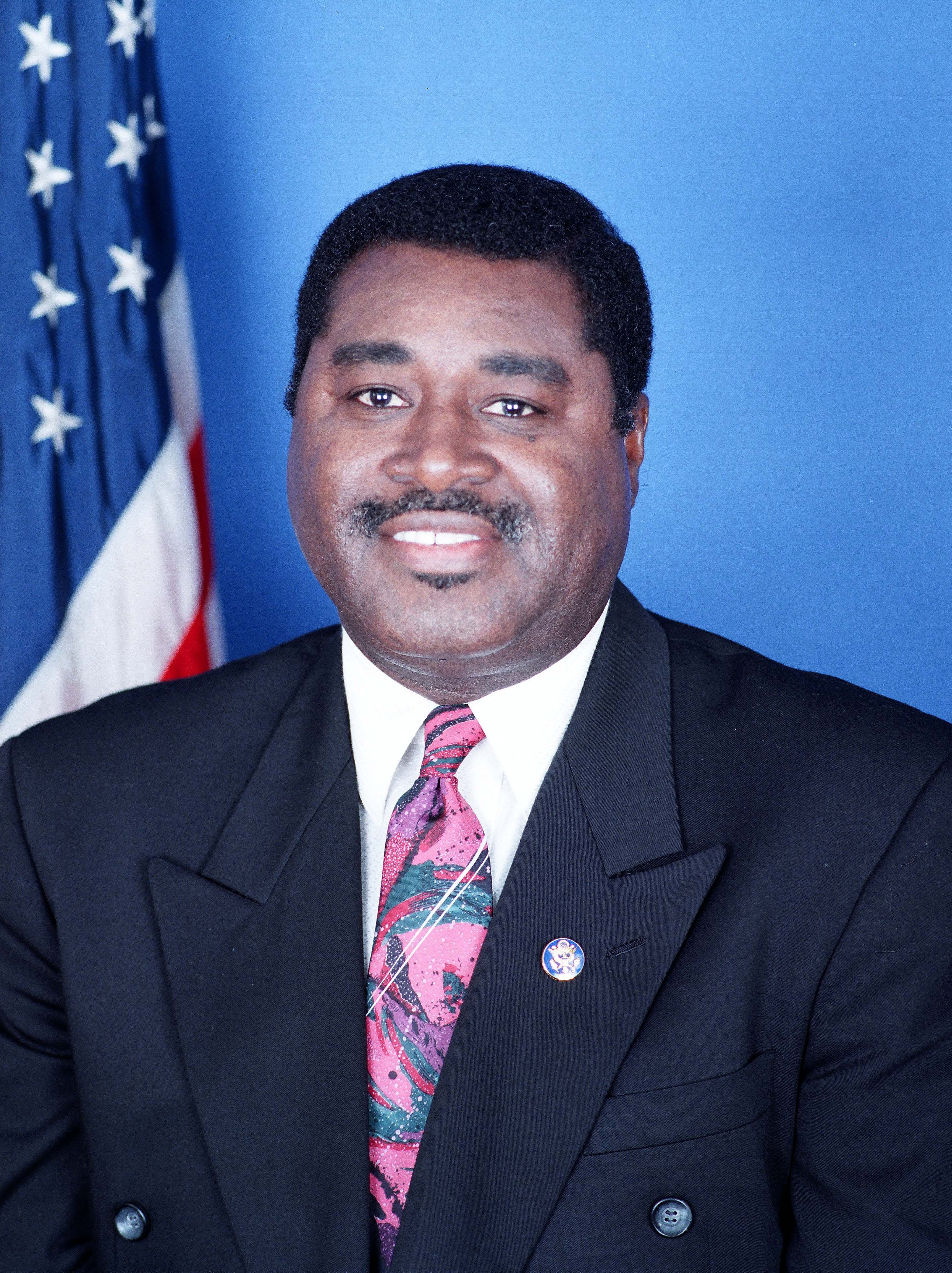
Earl F. Hilliard

Earl Frederick Hilliard (* 9. April 1942 in Birmingham, Jefferson County, Alabama) ist ein US-amerikanischer Rechtsanwalt und Politiker (Demokratische Partei).

## Werdegang
Earl Frederick Hilliard graduierte 1960 an der Western-Olin High School in Birmingham. Dann machte er 1964 einen Bachelor of Arts am Morehouse College in Atlanta (Georgia) und 1967 einen Juris Doctor an der Howard University in Washington, D.C. Danach graduierte er 1970 an der Atlanta University mit einem Master of Business Administration. Nach seiner Zulassung als Anwalt betrieb er seine eigene Praxis. Hilliard verfolgte ebenfalls eine politische Laufbahn. Er war zwischen 1974 und 1980 Mitglied im Repräsentantenhaus von Alabama. Danach war er zwischen 1981 und 1992 Mitglied im Senat von Alabama. Hilliard wurde in den 103. US-Kongress und in die vier nachfolgenden US-Kongresse gewählt. Er war im US-Repräsentantenhaus vom 3. Januar 1993 bis zum 3. Januar 2003 tätig. Bei seiner Kandidatur 2002 um die Nominierung für den 108. US-Kongress erlitt er eine Niederlage.